# Echium hierrense
Echium hierrense är en strävbladig växtart som beskrevs av Philip Barker Webb och C. Bolle. Echium hierrense ingår i släktet snokörter, och familjen strävbladiga växter. Inga underarter finns listade i Catalogue of Life.

## Bildgalleri

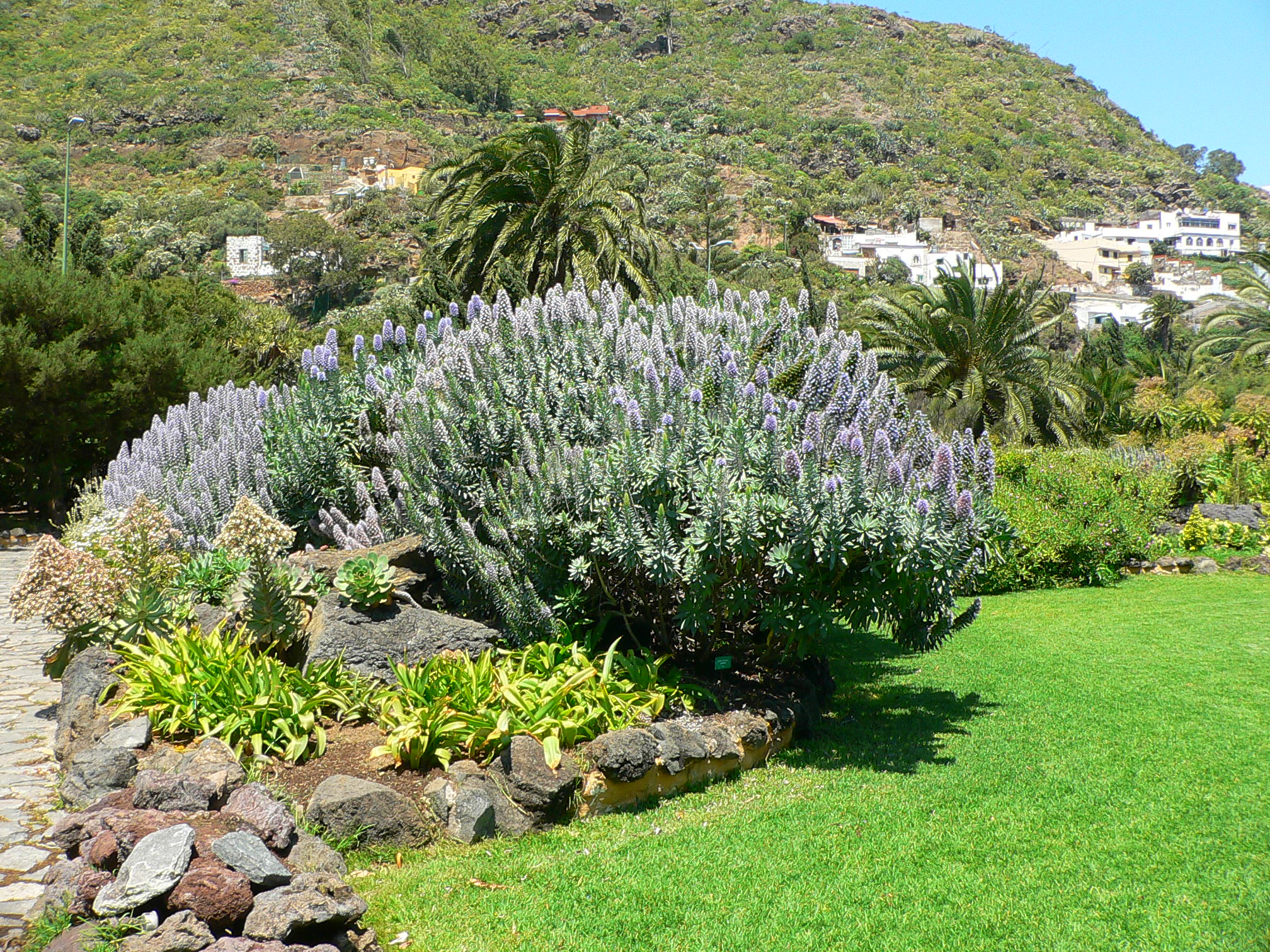
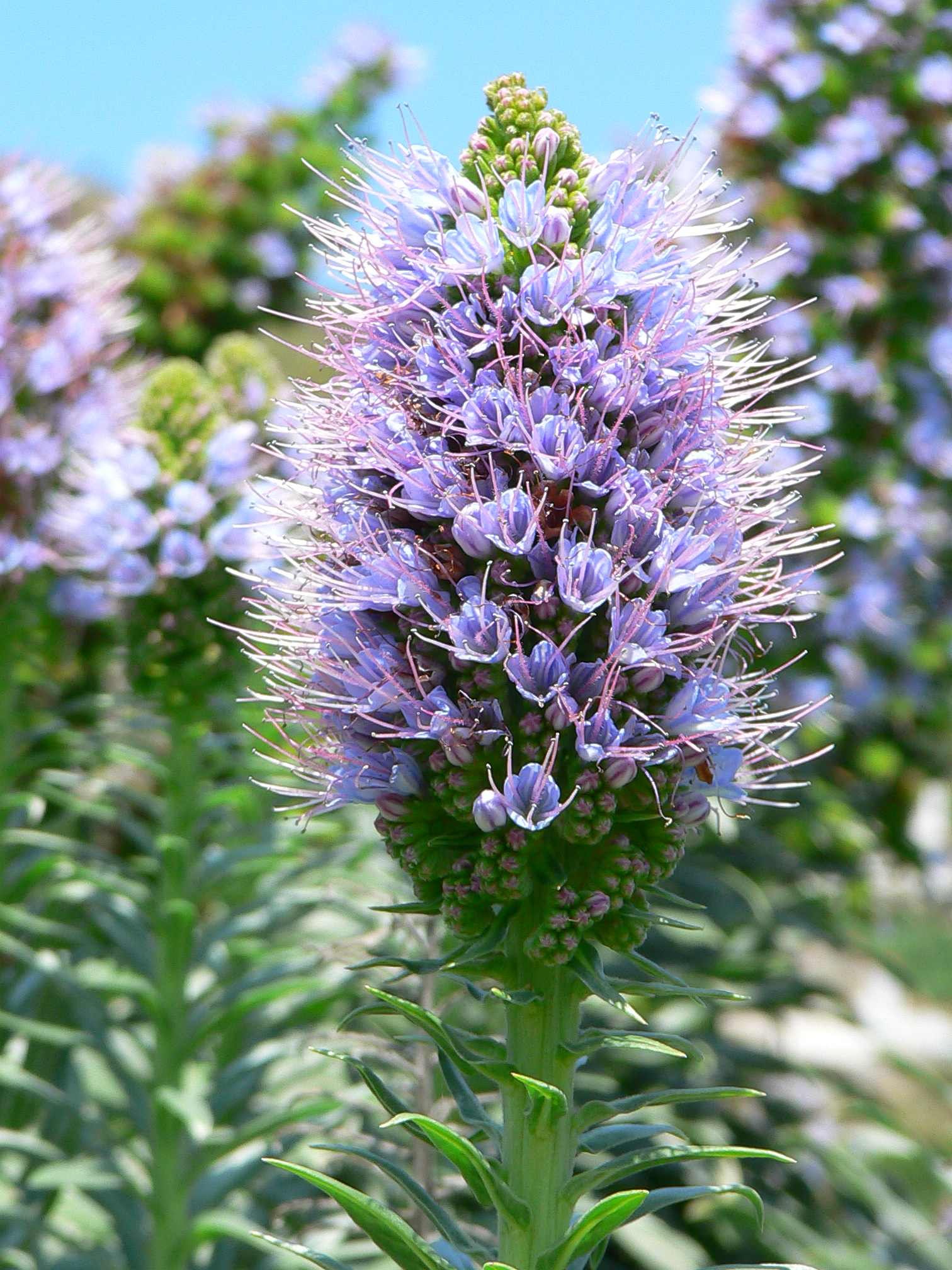
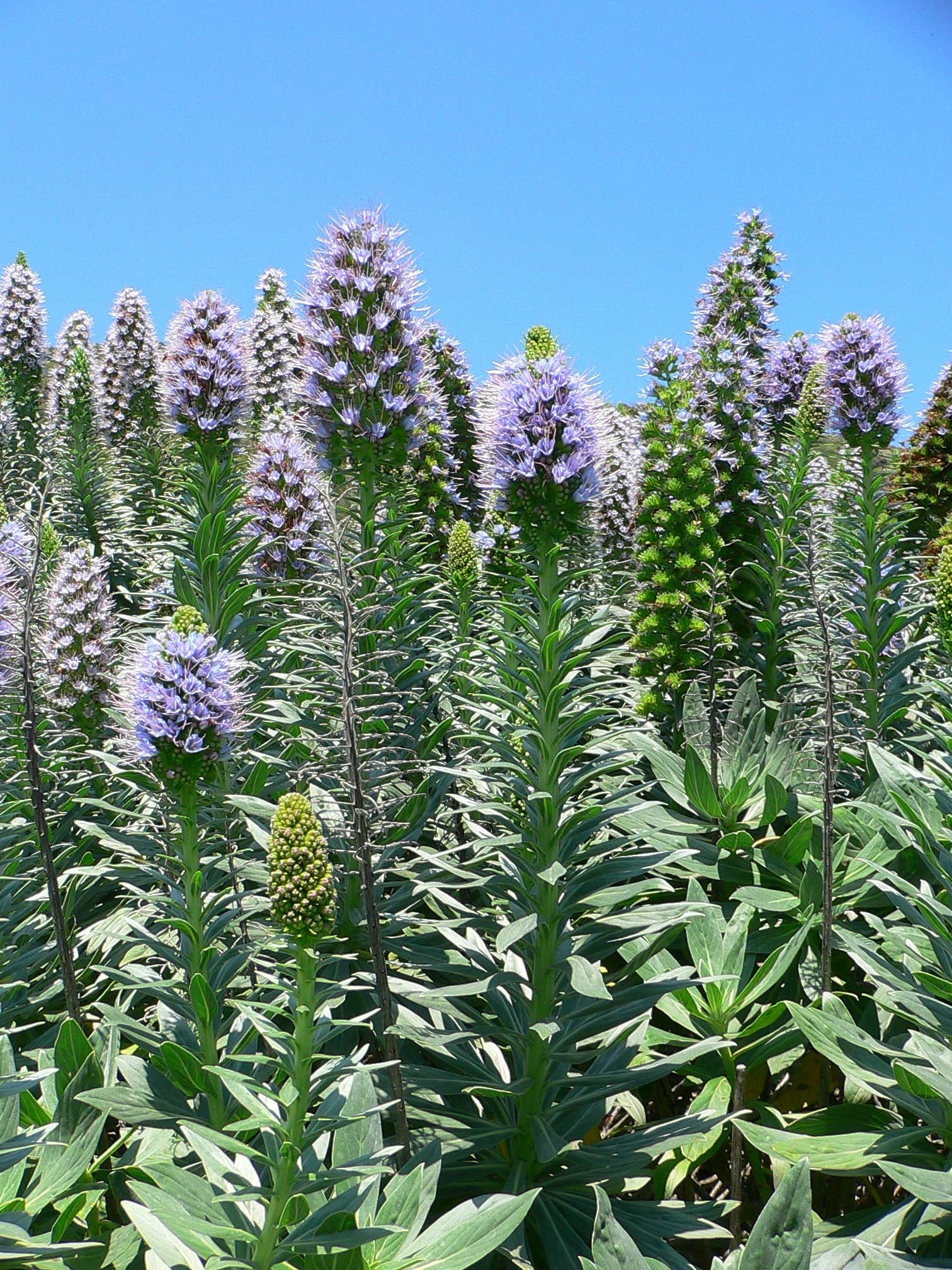